# Luigi La Ferlita
Luigi La Ferlita (Catania, 1º gennaio 1906 – 8 marzo 1974) è stato un avvocato e politico italiano, sindaco di Catania dal 1953 al 1960.

## Biografia
Nato nel 1906 in una famiglia borghese, La Ferlita perse suo padre Nunzio - il quale esercitava la professione di avvocato — poco prima di conseguire brillantemente, a solo 20 anni, la laurea in Giurisprudenza presso l'Università di Catania. Nonostante i disagi dovuti alla necessità di prendersi cura della madre vedova e di due sorelle minori, Dora e Gina, dopo l'esame da procuratore legale avviò uno studio professionale a Catania. Nel 1941 sposò Maria, con cui ebbe quattro figli, Gabriella, Nunzio, Maria Luisa e Francesco.
Avvicinatosi al Partito Popolare di don Sturzo, dopo la guerra divenne direttore della pubblicazione cattolica L'idea cristiana e fu presente al I congresso della Democrazia Cristiana a Roma (24-26 aprile 1946).
Entrato in politica attiva, fu eletto consigliere comunale a Catania, sempre per le liste della DC, alle Amministrative del 52, divenendo Assessore ai Lavori Pubblici e assessore delegato e collaboratore del sindaco Domenico Magrì; il quale, quando impegnato a Roma per i numerosi incarichi parlamentari, lasciava sempre a La Ferlita il timone dell'Amministrazione. Quando questi, il 21 novembre 1953, si dimise, designò proprio La Ferlita come suo successore.
La Ferlita fu eletto sindaco con i voti della DC e il sostegno dei consiglieri monarchici.
Rieletto con moltissime preferenze alle Amministrative del febbraio 1956, grazie alla popolarità conquistata presso i Catanesi per le sue realizzazioni, il Consiglio Comunale lo premiò riassegnandogli la carica di Sindaco.
L'amarezza, però, per le battaglie intraprese contro di lui da avversari politici, anche del suo stesso partito, lo convinse a non ripresentarsi alle Amministrative del 1960. E, caso raro nella Politica Italiana, a rinunciare a qualsiasi carriera politica successiva al servizio da Sindaco. Perseguitato da improbabili accuse e condannato, moriva prematuramente a soli 68 anni di età, l'8 marzo del 1974. Nel gennaio 1975 tutte le accuse si dimostrarono infondate, e fu per questo totalmente riabilitato nella memoria dei Catanesi.

## Il Sindaco La Ferlita
Scrive lo storico e giornalista de La Sicilia Salvatore Nicolosi (Opera citata pag. 357, 358) «La sindacatura La Ferlita fu, nella storia amministrativa di Catania, la più lunga in senso assoluto: fino ad allora, cioè, e per un trentennio ancora». Dotato di un carattere forte, fu l'uomo giusto per far decollare la Catania del dopoguerra. Scrive sempre Salvatore Nicolosi «La Ferlita era un uomo dai modi bruschi, e il suo volto [...] non era [...] mai rischiarato dal sorriso [...]. La Ferlita di tolleranza ne aveva poca, quasi punta. La tolleranza di un capo è premessa all'anarchia dei collaboratori, e lui era uomo che aborriva l'anarchia.» L'uomo giusto insomma per guidare con polso fermo la città in tempi difficili come furono gli anni 50. Ne traccia un affettuoso ritratto lo scrittore e giornalista Lucio Sciacca (Opera citata pag. 37 e seg.); che fu Capo di Gabinetto durante tutto il periodo della sindacatura La Ferlita, e a lui fu sempre vicino come fedele e apprezzato collaboratore. In un recente articolo sul quotidiano La Sicilia (Lunedì 22 settembre 2008 Pag.55) lo ricorda come «il catanese tedesco», cioè preciso, determinato, decisionista e onesto fino allo spasimo; e ricorda anche come Catania era orgogliosamente soprannominata, ai tempi, grazie a La Ferlita, la «Milano del Sud». E scrive al proposito Lucio Sciacca: «Fuori d'ogni probabile interferenza campanilistica, valga il vero: in quel tempo la città viveva una vita felice; i catanesi, nella stragrande maggioranza, erano felici».
Da primo cittadino del Comune di Catania La Ferlita intraprese diverse opere, alcune delle quali furono oggetto di controversia.

### Il Risanamento del Quartiere di San Berillo
Tra le più controverse attività della sua amministrazione vi fu il proseguimento del piano di Risanamento, o Sventramento di San Berillo, iniziato dal sindaco Magrì e proseguito durante tutto il decennio dallo stesso La Ferlita. La parola «Sventramento» ha origini storiche, in quanto nasce dalla secolare controversia fra i sostenitore dell'ammodernamento, cioè la bonifica senza demolizioni (data la presenza di palazzi nobiliari storici), di quello che era il quartiere a luci rosse della città; oppure della draconiana distruzione di gran parte del luogo. Cosa che fu poi decisa. E la difficoltà della questione nasceva dai radicati interessi dei commercianti nella zona, e dalla titanica difficoltà dell'impresa, troppo costosa per essere realizzata con i soli mezzi del Comune, all'epoca ancora meno cospicui dei decenni seguenti. La realizzazione di questa opera, oggetto di discussioni secolari, ebbe nel carattere del Sindaco La Ferlita il giusto propulsore. Scrive Lucio Sciacca (Opera citata pag. 51): «Nella seduta dell'11 febbraio '56, il Consiglio Comunale approva all'unanimità l'atto di concessione del piano di risanamento del quartiere di San Berillo all'Istituto Immobiliare di Catania (ISTICA)». E l'unanimità della decisione, rarissima ai tempi ed anche ai nostri giorni, è stata frutto della forte determinazione del Sindaco La Ferlita.
Questa opera fu anche origine di un lungo calvario giudiziario per il Sindaco La Ferlita e per i suoi collaboratori. Dopo aver rinunciato a ripresentarsi alle elezioni amministrative del 1960, mentre la decisione del febbraio 1956 proseguiva un faticoso cammino, ancora in corso dopo oltre 40 anni, avvenne l'episodio che doveva segnare pesantemente la vita dell'ex Sindaco La Ferlita. Scrive Salvatore Nicolosi (Opera citata pag. 301 e seg.): «Il risanamento ebbe un'appendice giudiziaria. A promuoverla fu, sul finire del 1965, un ingegnere - Giuseppe Mignemi [...]». Mignemi, a causa di dissapori di tipo economico e di suoi complicati calcoli finanziari sull'appalto ISTICA, trascinò l'ex Sindaco La Ferlita e i suoi collaboratori del tempo in un lungo procedimento giudiziario. La Ferlita ne uscì condannato a 4 anni in primo grado. Scrive Salvatore Nicolosi (Opera citata pag. 302) «[... gli Amministratori] finirono sotto processo, imputati di peculato per distrazione [...]. Il 23 febbraio del '74 furono condannati a pene variabili da 4 a 5 anni. Dopo meno di un anno, il 20 gennaio del '75, la corte d'appello li assolse invece con formula piena. Uno degli assolti, il Sindaco La Ferlita, pur completamente riabilitato ne morì di crepacuore».
Era l'8 marzo del '74.
Importante in merito a questo evento tanto drammatico nella vita del Sindaco La Ferlita è l'articolo, lungo e circostanziato, pubblicato il 21 gennaio 1975 sul quotidiano La Sicilia, dal titolo «I tre imputati del processo dell'Istica assolti in appello perché il fatto non sussiste».

### La Passeggiata a Mare
Al Sindaco La Ferlita i Catanesi devono anche la Passeggiata a Mare .
Catania pur giacendo in riva al mare non poteva goderlo; almeno verso Nord. La cintura ferrata dei binari della linea Messina Catania impediva ai cittadini il godimento del panorama unico delle rocce laviche lambite dalle onde del Mediterraneo.

### Altre Realizzazioni dell'Amministrazione La Ferlita
Oltre al Risanamento del Quartiere di San Berillo ed alla Passeggiata a Mare, fra le altre numerose realizzazioni del Sindaco La Ferlita citiamo: la realizzazione di una zona industriale in località Pantano d'Arci, un acquitrino in attesa di bonifica e per il quale furono stanziati 700 milioni di lire dell'epoca; favorì i piani di urbanizzazione cittadina, benché senza piano regolatore, cosa questa che diede anche origine a fenomeni di speculazione edilizia; tramite trattative private con enti pubblici e società varie furono a questi ultimi ceduti terreni vincolati alla costruzione di nuovi e più moderni uffici (Ente siciliano di Elettricità, poi assorbito dall'Enel dopo la nazionalizzazione, INAM, poi liquidato e integrato nel Servizio Sanitario Nazionale), oppure ne furono scambiati o acquisiti di nuovi per la costruzione di opere di pubblica utilità come edifici scolastici. Sul piano culturale, invece, La Ferlita si adoperò per la raccolta e la catalogazione di opere che tramandassero la storia e della memoria locale; nel 1955 decretò la costituzione di una commissione preposta a ciò, la quale acquisì testi storici, o ne curò la microfilmatura e l'acquisizione all'archivio pubblico; sempre nel 1955 istituì un premio letterario intitolato allo scrittore siciliano Vitaliano Brancati, morto a Torino un anno prima.

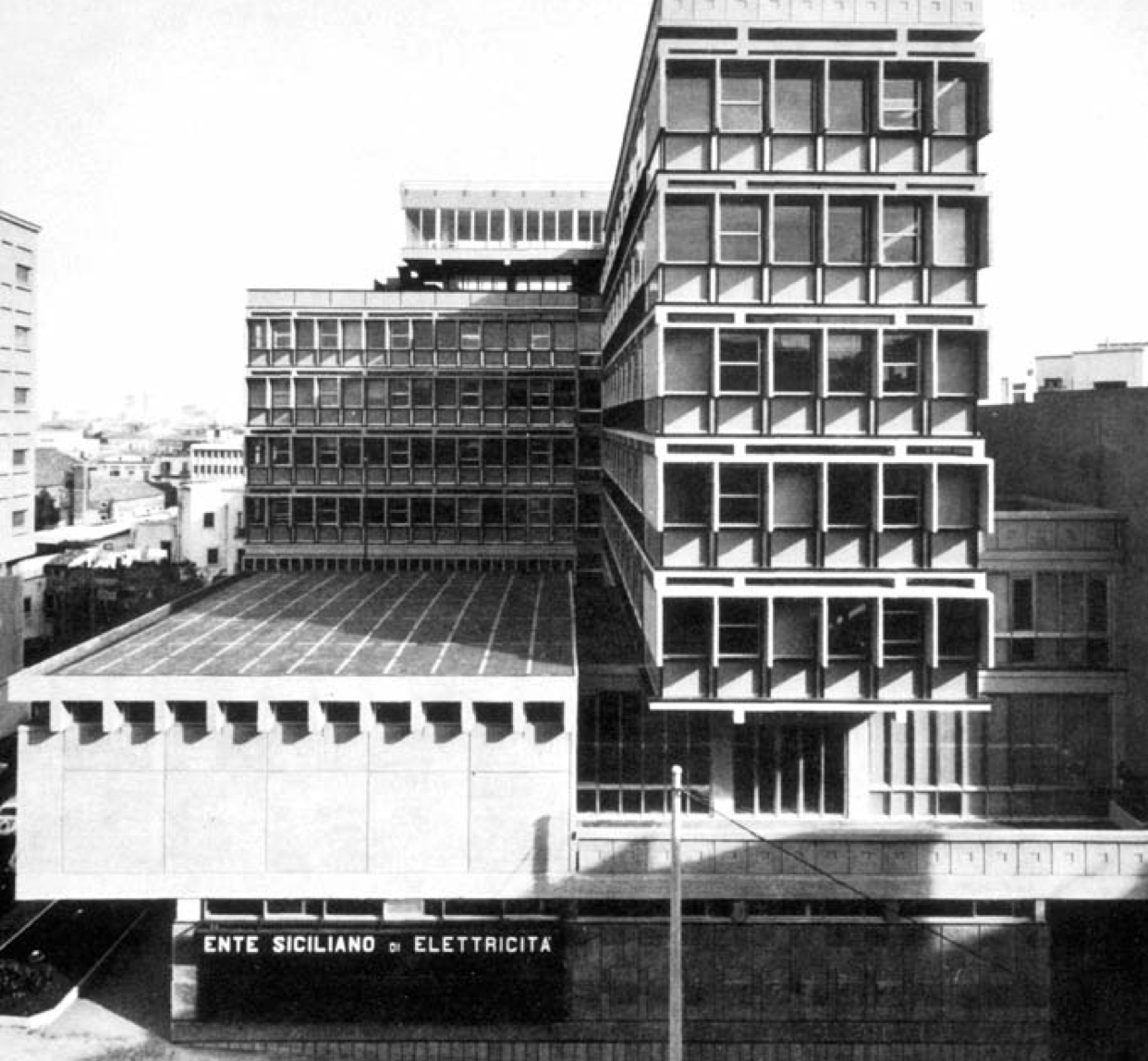
Il Palazzo dell'ESE di Catania, nel 1963.

### Bilancio politico
Nonostante le controversie sull'operato di La Ferlita soprattutto in campo urbanistico-edilizio, egli, ancora a distanza di anni dalla fine del suo mandato, nel 1960, era visto come un innovatore o, a seconda del punto di vista degli osservatori, ancora depositario di un determinato concetto di moralità politica: a lui, infatti, si rivolse Giuseppe Fava nel 1974 in una lettera aperta pubblicata sull'Espresso sera, nella quale il giornalista denunciava la corruzione e la speculazione edilizia di cui la città era caduta vittima: «Né io né lei abbiamo le palle […] Le palle ce le hanno gli altri, i grandi corruttori, i politici disonesti, i banditi a mano armata. Così dice (e forse crede) la gente. Almeno fino a quando i catanesi ed i siciliani per egoismo, per vigliaccheria, per stupidità, per avidità delle briciole politiche, vorranno che questo sia il nostro mondo!».
Più recentemente è stato fatto notare come l'attività di La Ferlita (attingere ai fondi pubblici per opere di pubblica utilità e sviluppo) non fu diversa da quella fatta da altri sindaci dell'epoca, come Giorgio La Pira a Firenze, e che proprio grazie a tali opere La Ferlita fece attribuire a Catania il titolo di Milano del Sud; nonostante le controversie cui la sua attività diede origine, quindi, per alcuni osservatori lo stesso La Ferlita è tuttora considerato il migliore sindaco che la storia della città etnèa possa vantare.